# 찰스 재롯
찰스 재롯(Charles Jarrott, 1927년 6월 16일 – 2011년 3월 4일)은 영국의 영화 및 텔레비전 감독이다.

## 참여 작품
- 천일의 앤
- 비운의 여왕 매리
- 잃어버린 지평선 (1973년 영화)
- 도브 (1974년 영화)
- 깊은 밤 깊은 곳에
- 격정의 프라하